# Мирской (Саратовская область)
Мирской — хутор в Новоузенском районе Саратовской области России. Входит в состав Куриловского муниципального образования.

## История
Хутор образован в 2002 году постановлением Саратовской областной думы № 3-65.

## Население
| 2010 |
| ---- |
| 12   |